# كفر طناح
قرية كفر طناح هي إحدى القرى التابعة لمركز المنصورة في محافظة الدقهلية في جمهورية مصر العربية. حسب إحصاءات سنة 2006، بلغ إجمالي السكان في كفر طناح 3404 نسمة، منهم 1802 رجل و1602 امرأة.

## التاريخ
قرية كفر طناح من القرى القديمة، حيث وردت باسم «منية الفضليين» في أعمال المرتاحية ضمن قرى الروك الصلاحي التي أحصاها ابن مماتي في كتاب قوانين الدواوين، وقال ابن مماتي أنها من توابع طناح. كما وردت باسم «منية الفضليه» في أعمال الدقهلية والمرتاحية ضمن قرى الروك الناصري التي أحصاها ابن الجيعان في كتاب «التحفة السنية بأسماء البلاد المصرية». وفي العصر العثماني وردت باسم «الفاضلية» في التربيع العثماني الذي أجراه الوالي العثماني سليمان باشا الخادم في عصر السلطان العثماني سليمان القانوني ضمن قرى ولاية الدقهلية، وفي تاريخ 1228هـ/1813م الذي عدّ قرى مصر بعد المسح الذي قام به محمد علي باشا باسم «كفر طناح» ضمن قرى مديرية الدقهلية.